# Bombeiro
Bombeiros são entidades da Proteção Civil cujos membros são treinados para atuarem em caso de incêndios (florestais ou urbanos/industriais), para resgatar pessoas de acidentes de trânsito, desmoronamentos de edifícios, desastres naturais, salvamento em grande ângulo. Fornecem socorro de emergência médica e pré-hospitalar. O combate a incêndios e resgate é conhecido em alguns países como "brigada de incêndio". Os bombeiros atuam em áreas florestais, urbanas, e a bordo de navios.
Em vários países, o serviço de bombeiro pode ser voluntário ou remunerado.

## Áreas de atuação
Apesar de terem sido inicialmente constituídos com a função de combate a incêndios, as funções dos bombeiros alargaram-se para quase todas as áreas da proteção civil. Conforme o país e o corpo de bombeiros, as várias áreas de intervenção dos bombeiros são:   
- Combate a incêndios florestais;
- Combate a incêndios urbanos;
- Combate a incêndios industriais;
- Combate a incêndio em aeródromos (SESCINC);
- Resgate em grande ângulo;
- Emergência médica pré-hospitalar;
- Salvamento aquático ou afogamentos;
- Desencarceramento em acidentes rodoviários e ferroviários;
- Intervenção em incidentes elétricos;
- Intervenção em incidentes hidráulicos;
- Intervenção em incidentes com matérias perigosas;
- Intervenção em incidentes com redes de gás;
- Corte de árvores em risco iminente de queda;
- Captura de animais correndo ou oferecendo risco;
- Resgate de corpos ou bens submersos;
- Prevenção contra incêndio e pânico.

## Ocupação
A atividade de Bombeiro pode ser exercida de quatro formas diferentes conforme a remuneração do bombeiro e a entidade que o remuneraː
- Bombeiros Militares: São bombeiros profissionais, remunerados, ligados a uma instituição militar;
- Bombeiros de Aeródromos (BA); São bombeiros remunerados ligados a instituições públicas, militar ou empresas privadas, sem contudo serem subordinados às normas militares;
- Bombeiros Civis ou Bombeiros Municipais: São bombeiros remunerados ligados a instituições públicas municipais, com atuação especifica no município de forma autônoma ou atuação de forma conjunta ou mista com bombeiros Estaduais (militares);
- Brigadista Profissionais ou Bombeiros Privado: Profissionais privadas ou tercerizados, remunerados ligados a instituições privadas ou particulares, regime CLT;
- Bombeiro voluntário: São bombeiros que, embora treinados, não são remunerados pelo exercício de suas atividades, geralmente ligados a convênios com Bombeiros Estaduais Militares.

## Sinalizadores de Emergência
O manuseio conveniente e preciso de alarmes ou chamadas de incêndio é um fator significativo no êxito de qualquer incidente. As comunicações do corpo de bombeiros desempenham um papel crítico nesse resultado bem-sucedido. As comunicações do corpo de bombeiros incluem os métodos pelos quais o público pode notificar o centro de comunicações de uma emergência, os métodos pelos quais o centro pode notificar as forças adequadas de combate a incêndio e os métodos pelos quais as informações são trocadas no local.
Quando as primeiras corporações de bombeiros foram instaladas no Brasil, por volta de 1856, os primeiros equipamentos utilizados pela população para avisar que havia um incêndio eram os Sinos das Igrejas. Em 1896, os Sinos das Igrejas foram substituídos pela Caixa Avisadora de Incêndio, que eram acopladas pelos Bombeiros nas calçadas, em locais estrategicamente localizados. Quando havia um incêndio, o cidadão apertava o único botão que havia na caixa, e esta enviava uma mensagem de telégrafo aos bombeiros. Este equipamento foi utilizado até 1955, quando deu lugar ao telefone de emergência 193, que é o modelo utilizado pela população até os dias atuais.

## Equipamentos

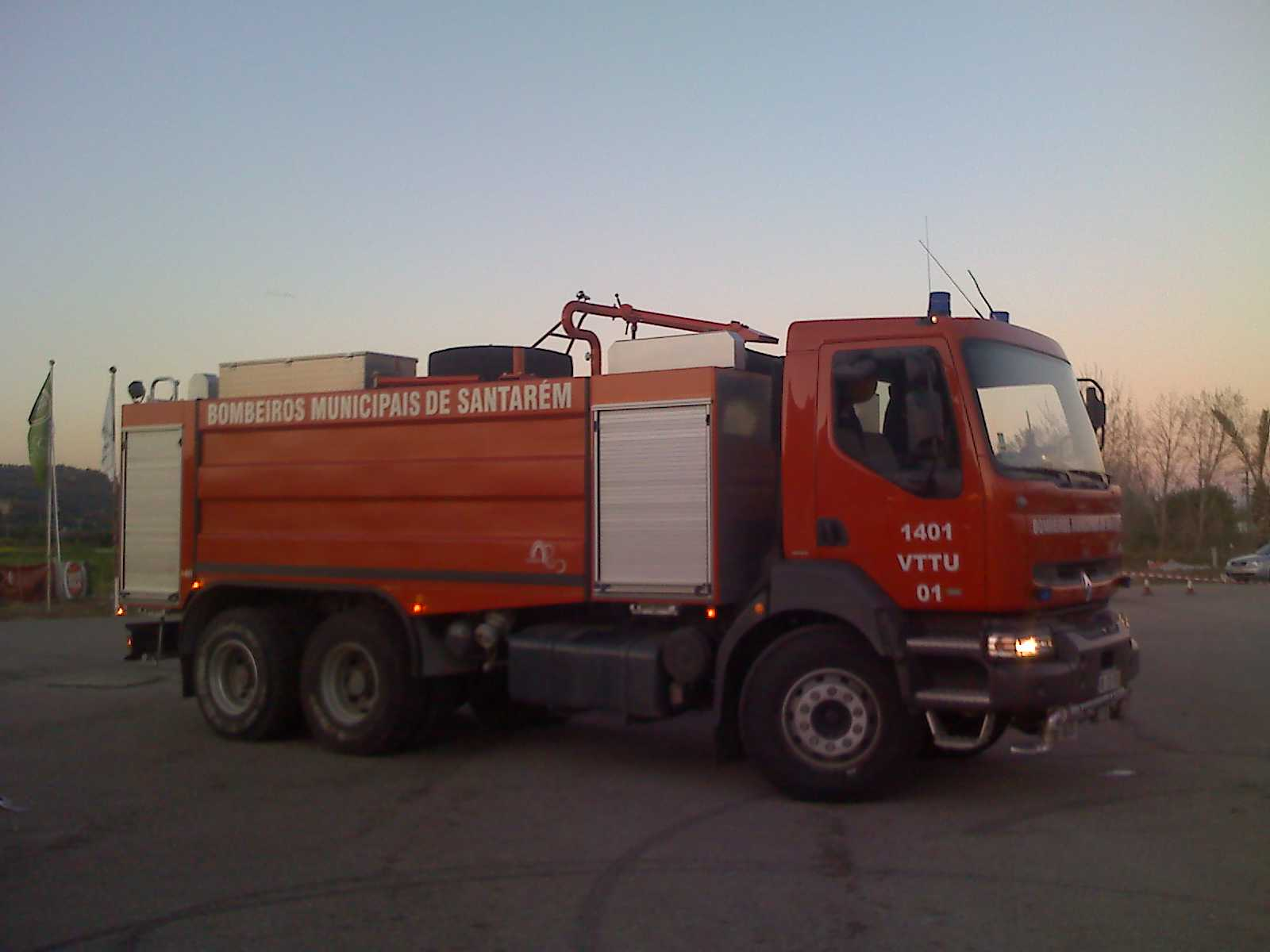
Veículo Tanque Táctico Urbano dos Bombeiros Municipais de Santarém, em Portugal

Veículos de socorro e luta contra incêndios
- Veículos de combate a incêndios  (ligeiros VLCI), (urbanos VUCI), (rurais VRCI), (florestais VFCI) e (especiais VECI);
- Veículos tanque tácticos (urbanos VTTU), (rurais VTTR) e (florestais VTTF);
- Veículos tanque de grande capacidade (VTGC);
- Veículos com  equipamento técnico de apoio (VETA);
- Veículos de apoio alimentar (VAPA);
- Veículos de apoio a mergulhadores (VAME);
- Veículos com escada giratória (VE-X sendo x número de metros da escada);
- Veículos com plataforma giratória (VP-X);
- Veículos de socorro e assistência (táticos e especiais VSAT;VSAE);
- Veículos de proteção multirriscos (táticos e especiais VPMT;VPME;);
- Veículos de comando tático (VCOT);
- Veículos de comando e comunicações (VCOC);
- Veículos de gestão estratégica e operações (VGEO);
- Veículos de transporte de pessoal (tático e geral VTPT;VTPG);
- Veículos para operações específicas (VOPE).

Veículos de socorro e assistência a doentes
- Veículo Dedicado ao Transporte de Doentes(VDTD)

- Ambulâncias de transporte múltiplo(ABTM);
- Ambulâncias de socorro (ABSC);
- Ambulâncias de cuidados intensivos (ABCI);
- Veículos de socorro e assistência médica (VSAM).

Veículos de intervenção aquática
- Botes de reconhecimento e transporte (pneumáticos e semirrígidos);
- Botes de socorro e resgate (pneumáticos e semirrígidos);
- Lanchas de transporte geral;
- Motos de reconhecimento e salvamento aquático.

Meios aéreos
- Helicópteros de avaliação e coordenação;
- Helicópteros bombardeiros (ligeiros, médios e pesados);
- Aviões de reconhecimento e coordenação;
- Aerotanques (ligeiros, médios e pesados).
- Jatos privados de guerra

## Galeria de fotos com dinâmica do corpo de bombeiros em efetivo serviço

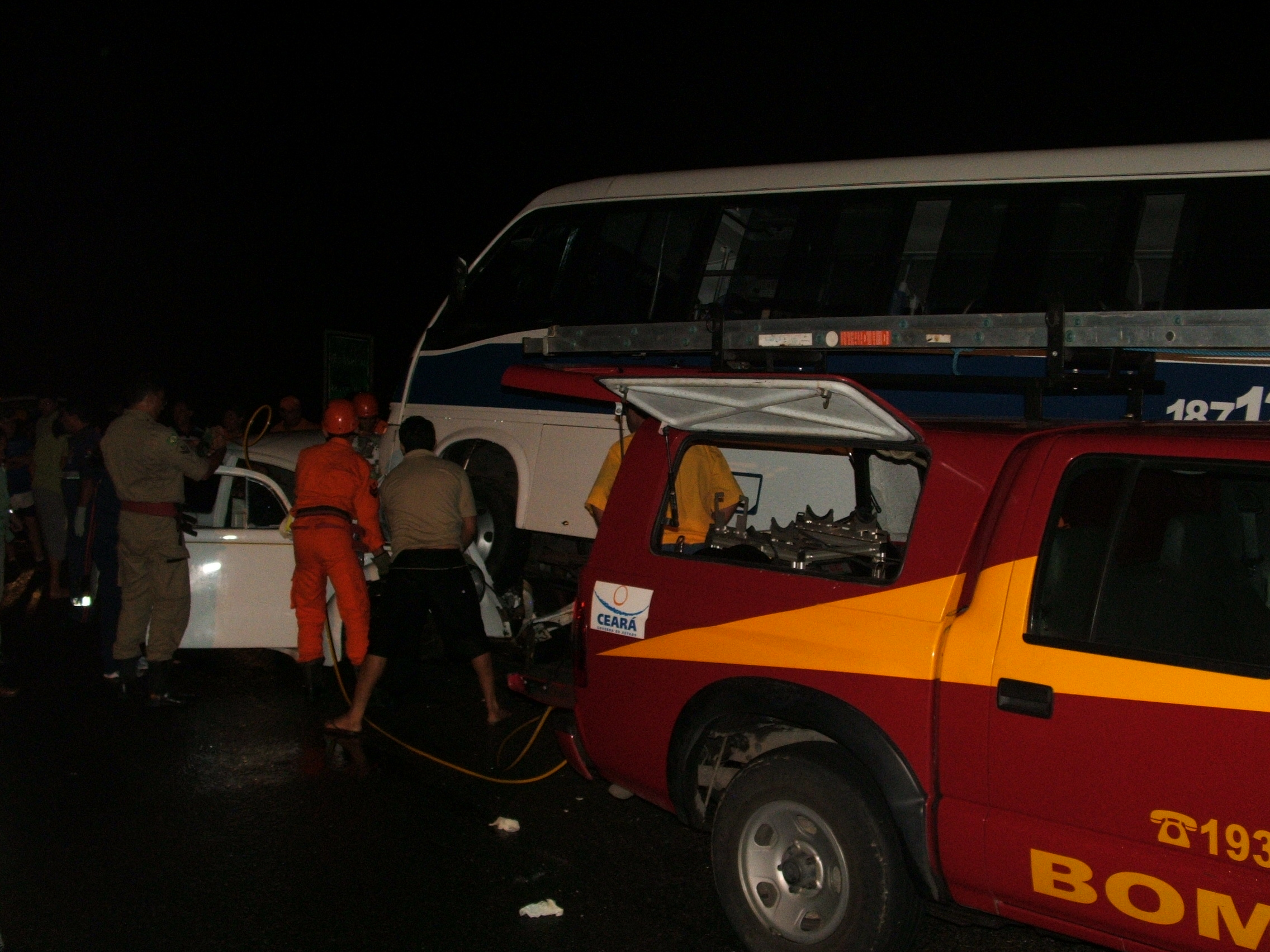
Equipamento desencarcerador na viatura dos bombeiros.
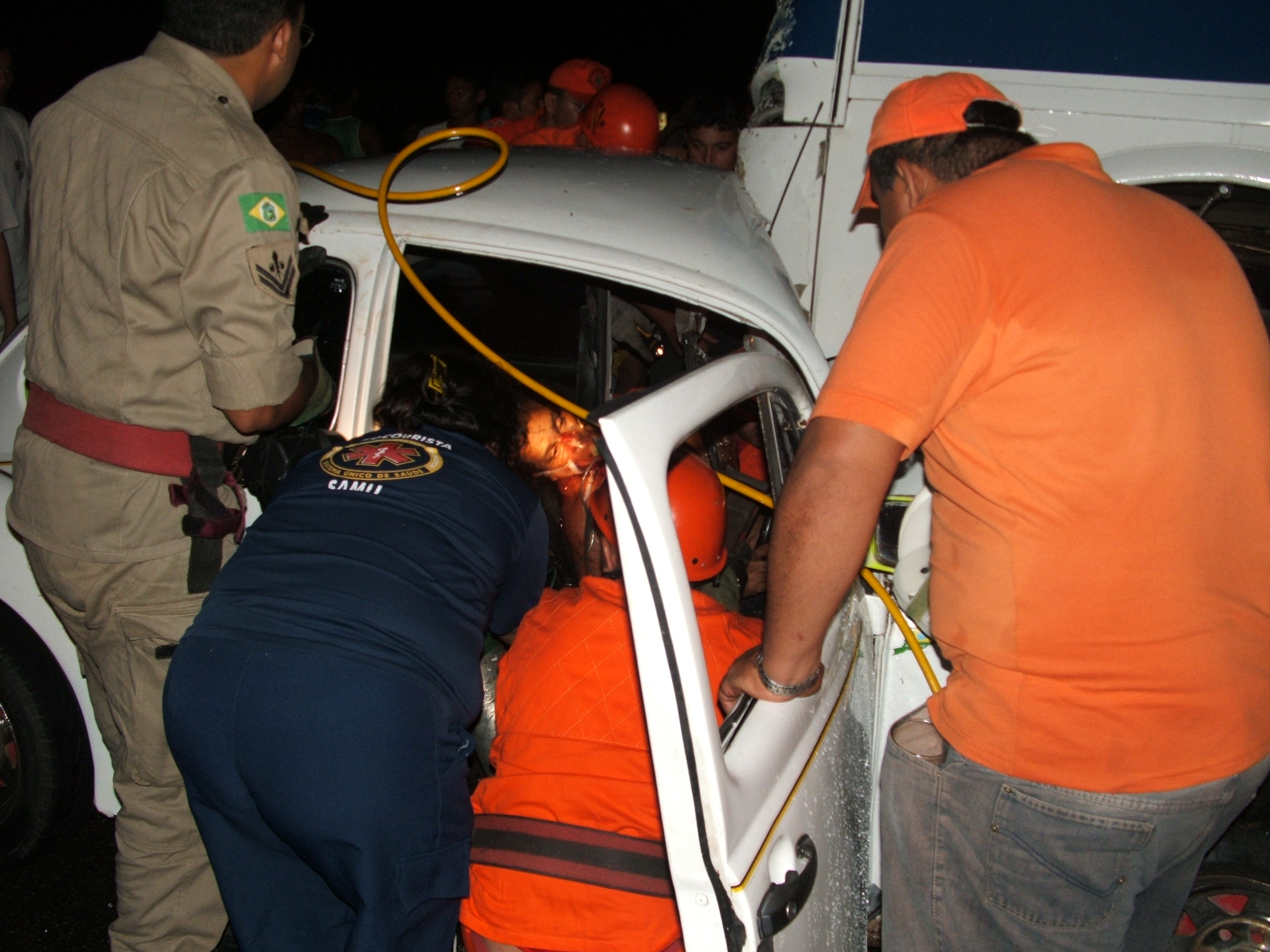
Vítima recebendo primeiros socorros.
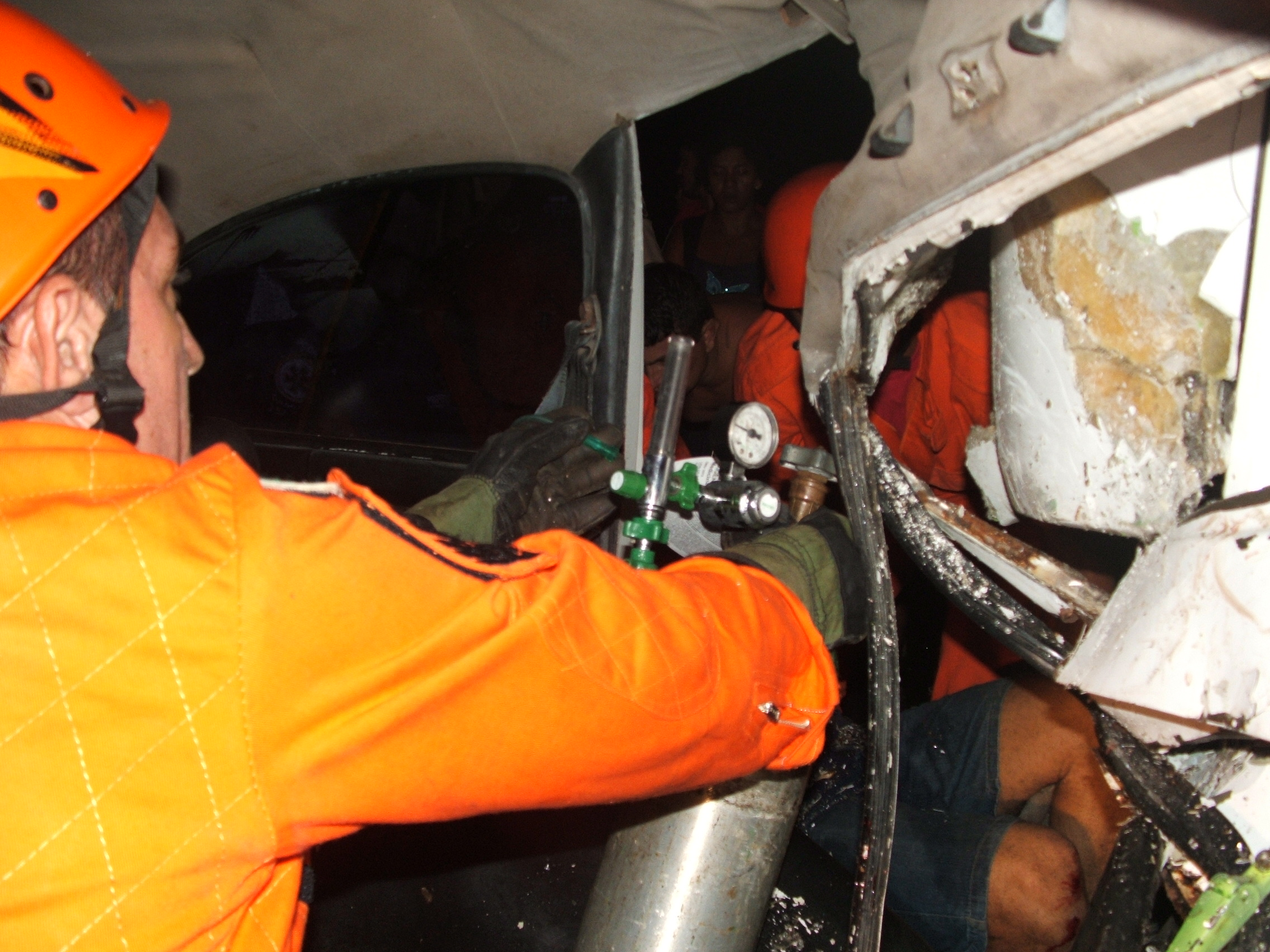
Desencarcerando para dar oxigênio à vítima.
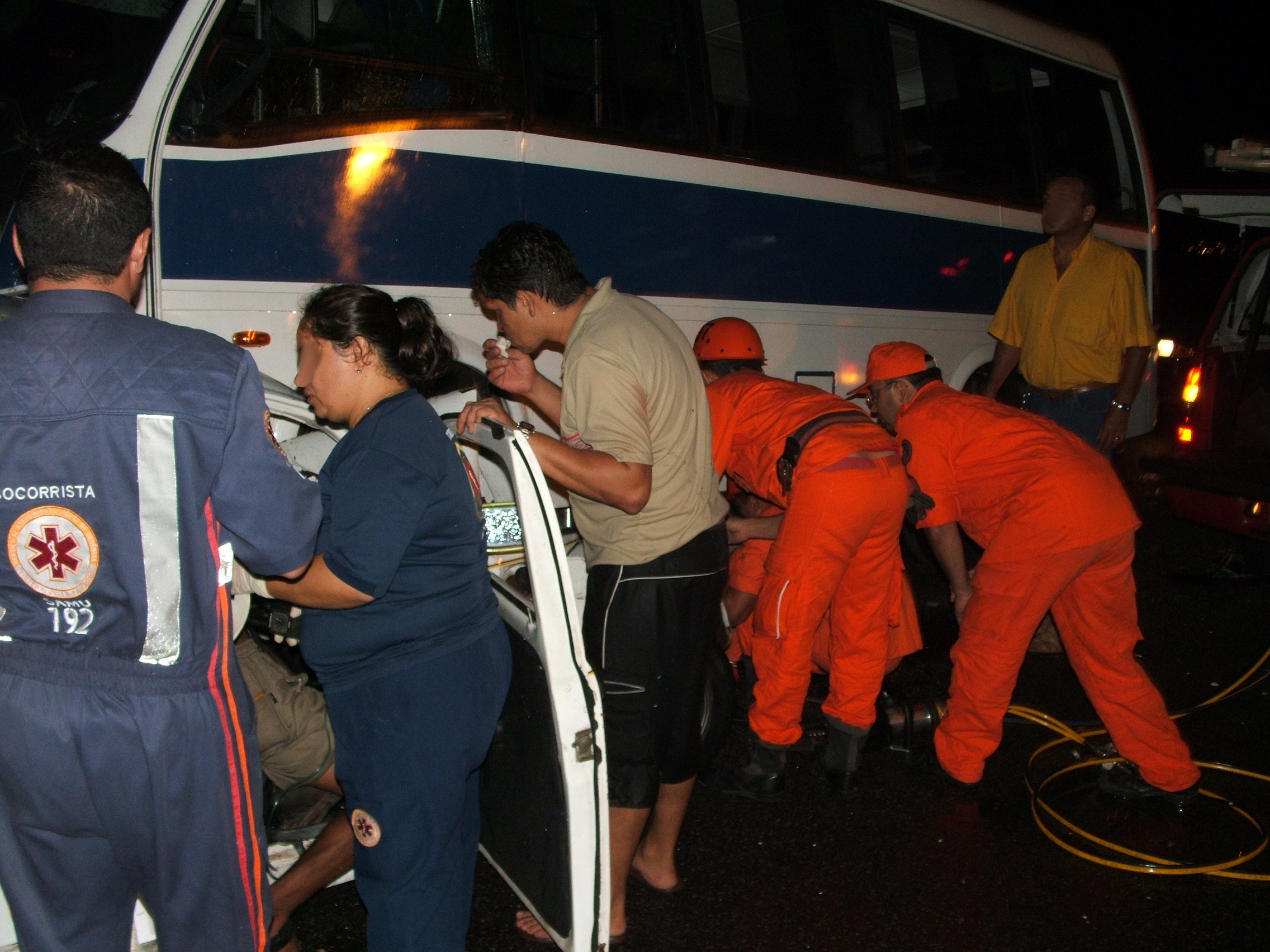
Usando desencarcerador para levantar ônibus.
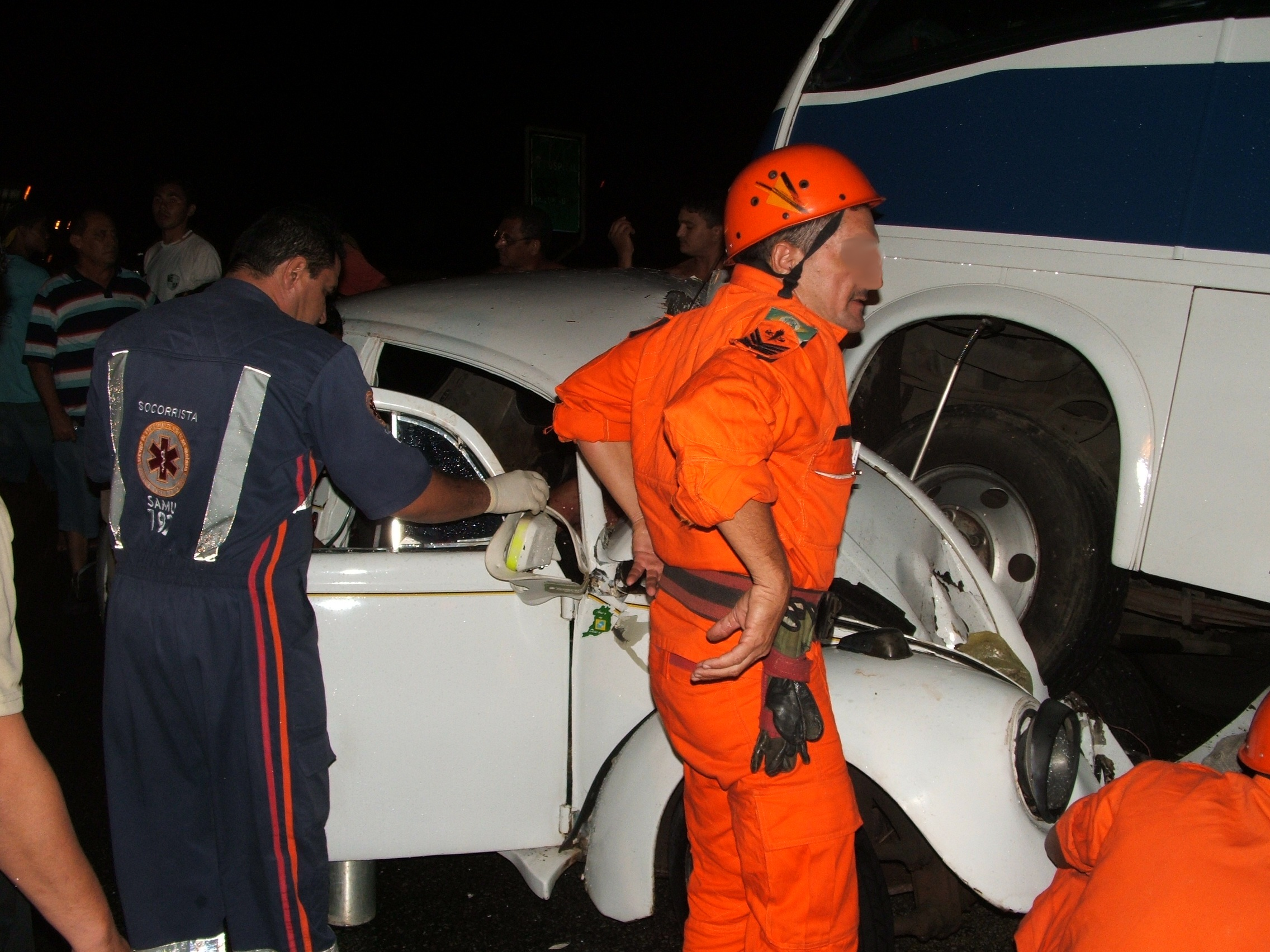
Usando desencarcerador para levantar ônibus, enquanto socorristas trabalham.
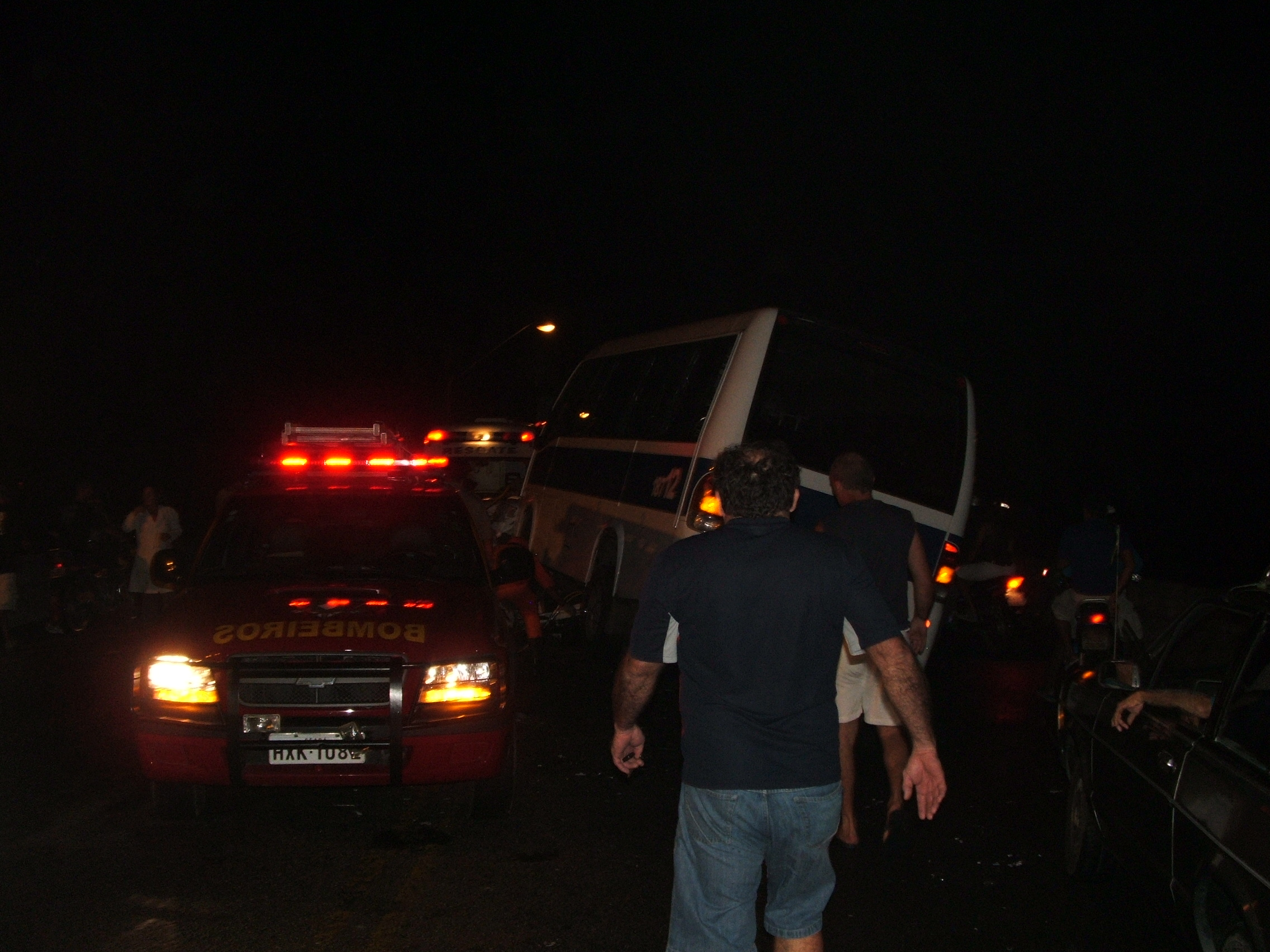
Posição os veículos acidentados sobre a pista.
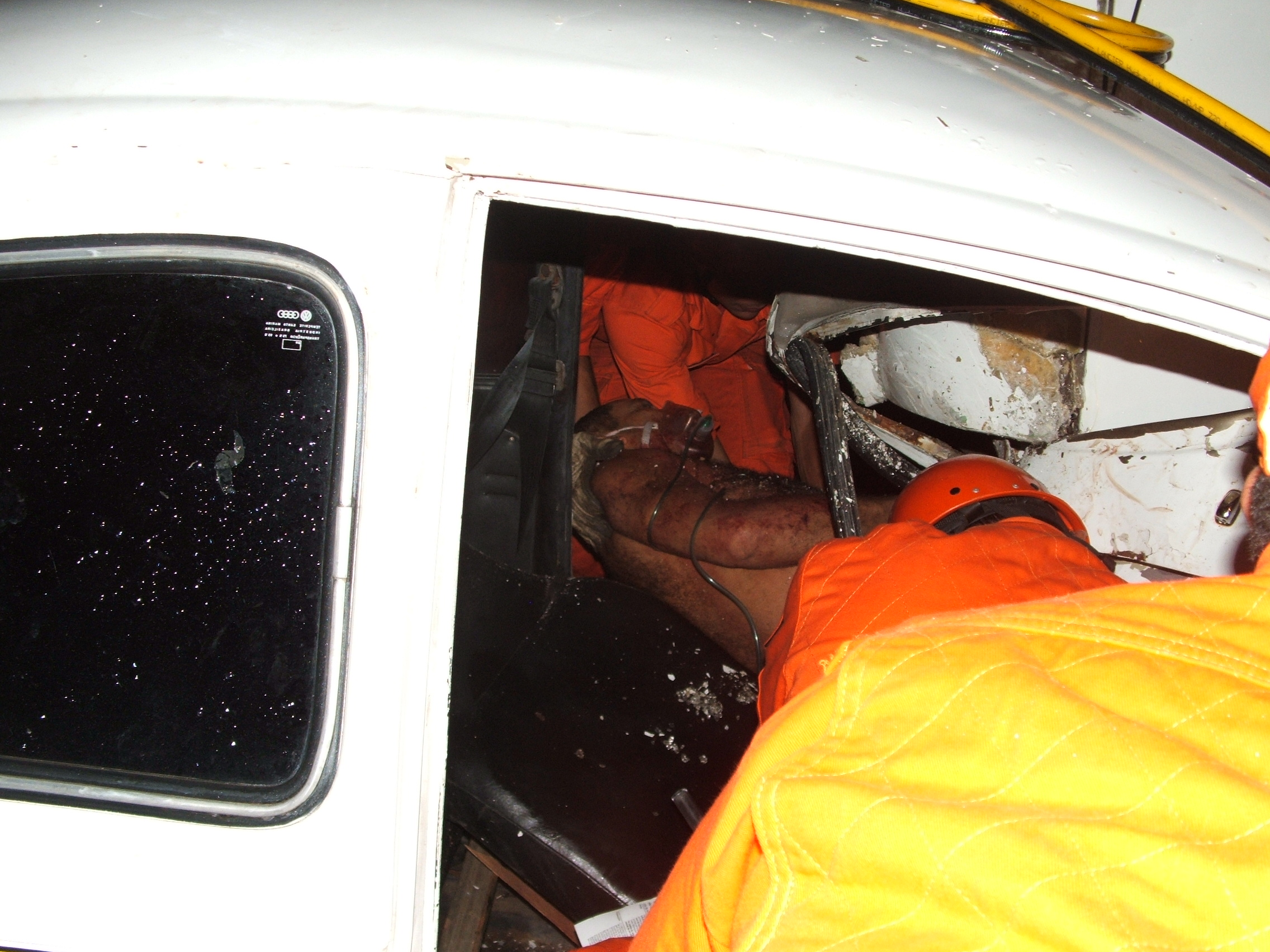
Vítima sendo retirada das ferragens por bombeiros e socorristas.
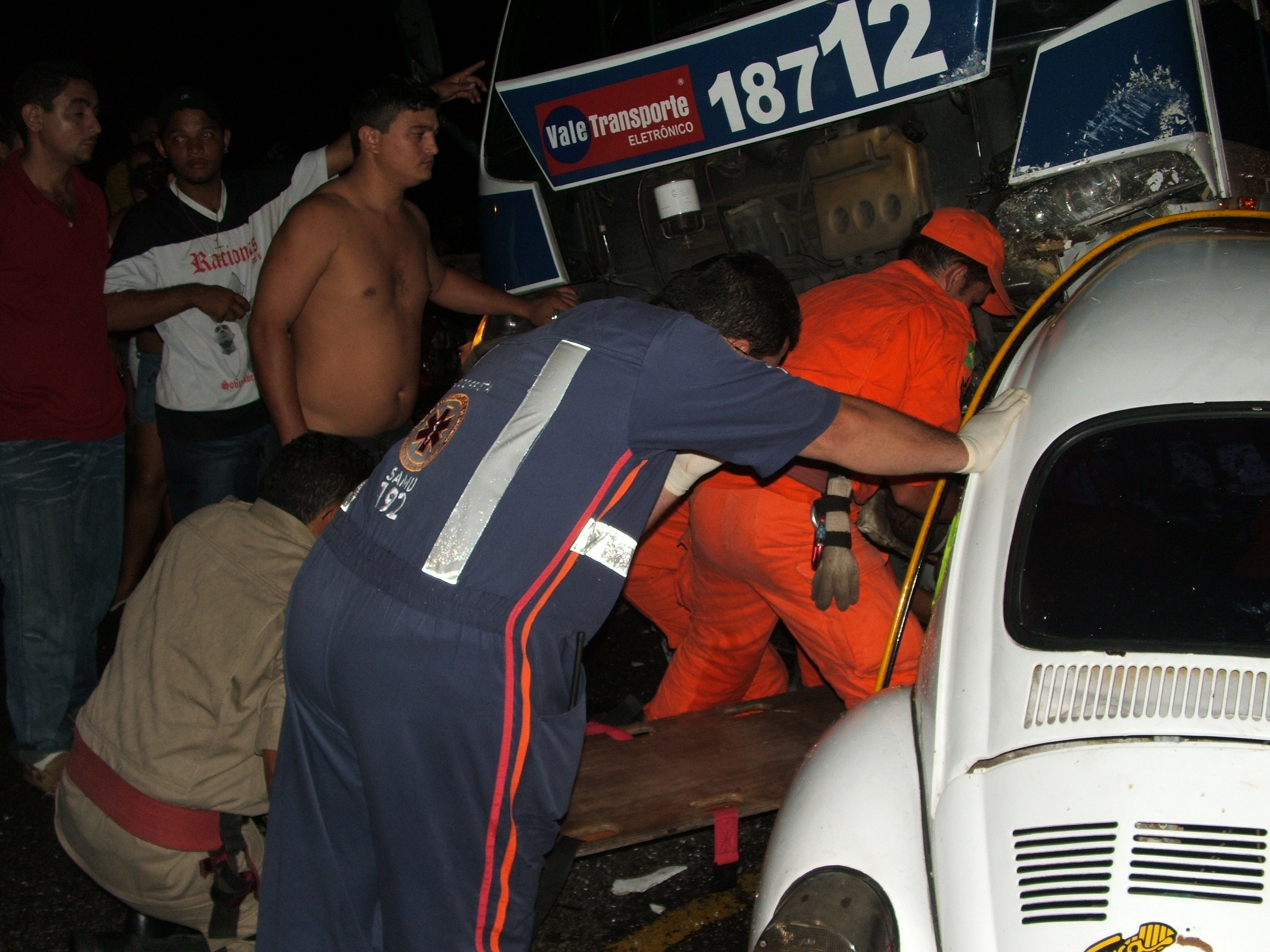
Posicionando prancha de transporte.
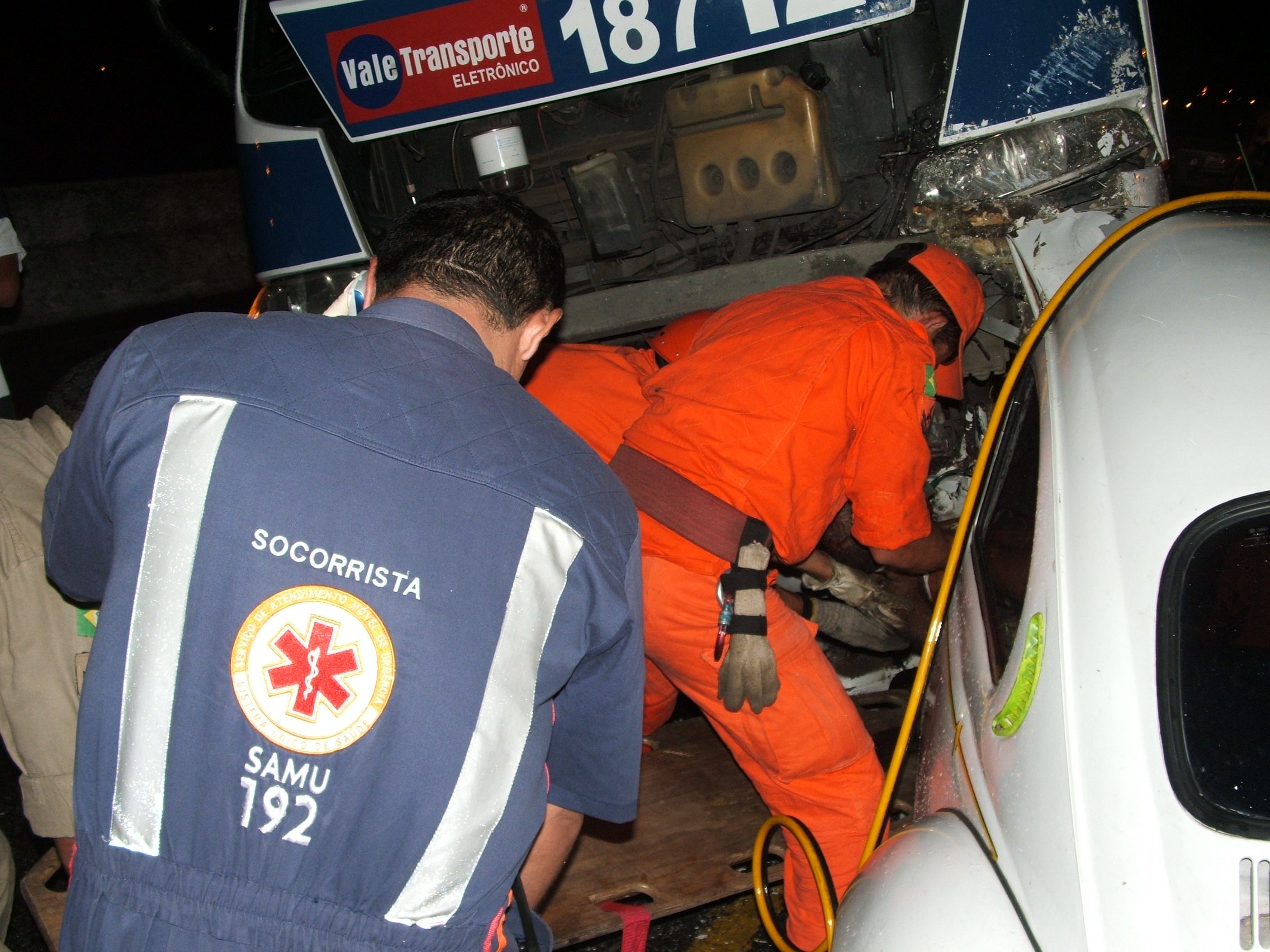
Puxando vítima para a prancha.
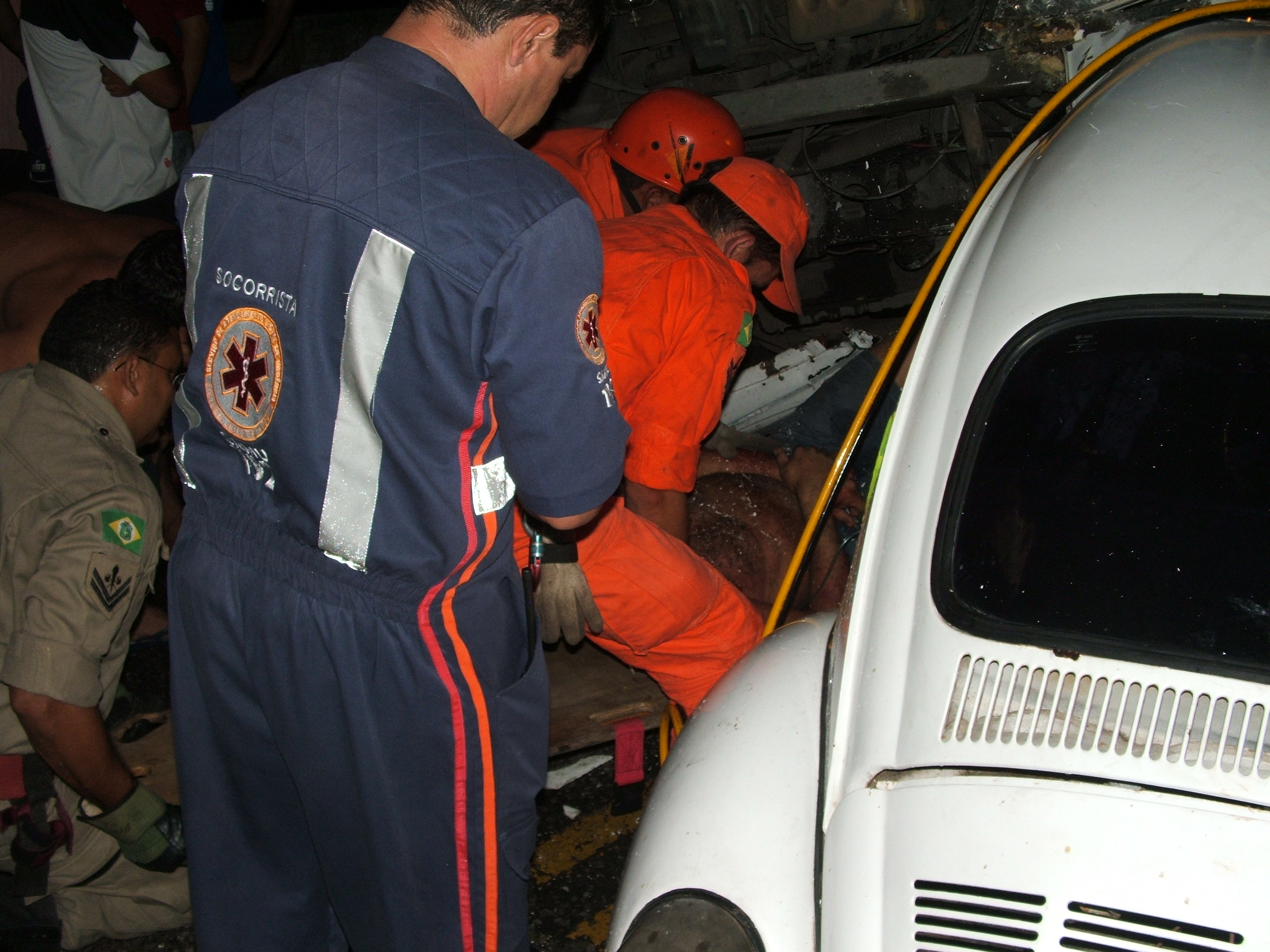
Colocando vítima na prancha.
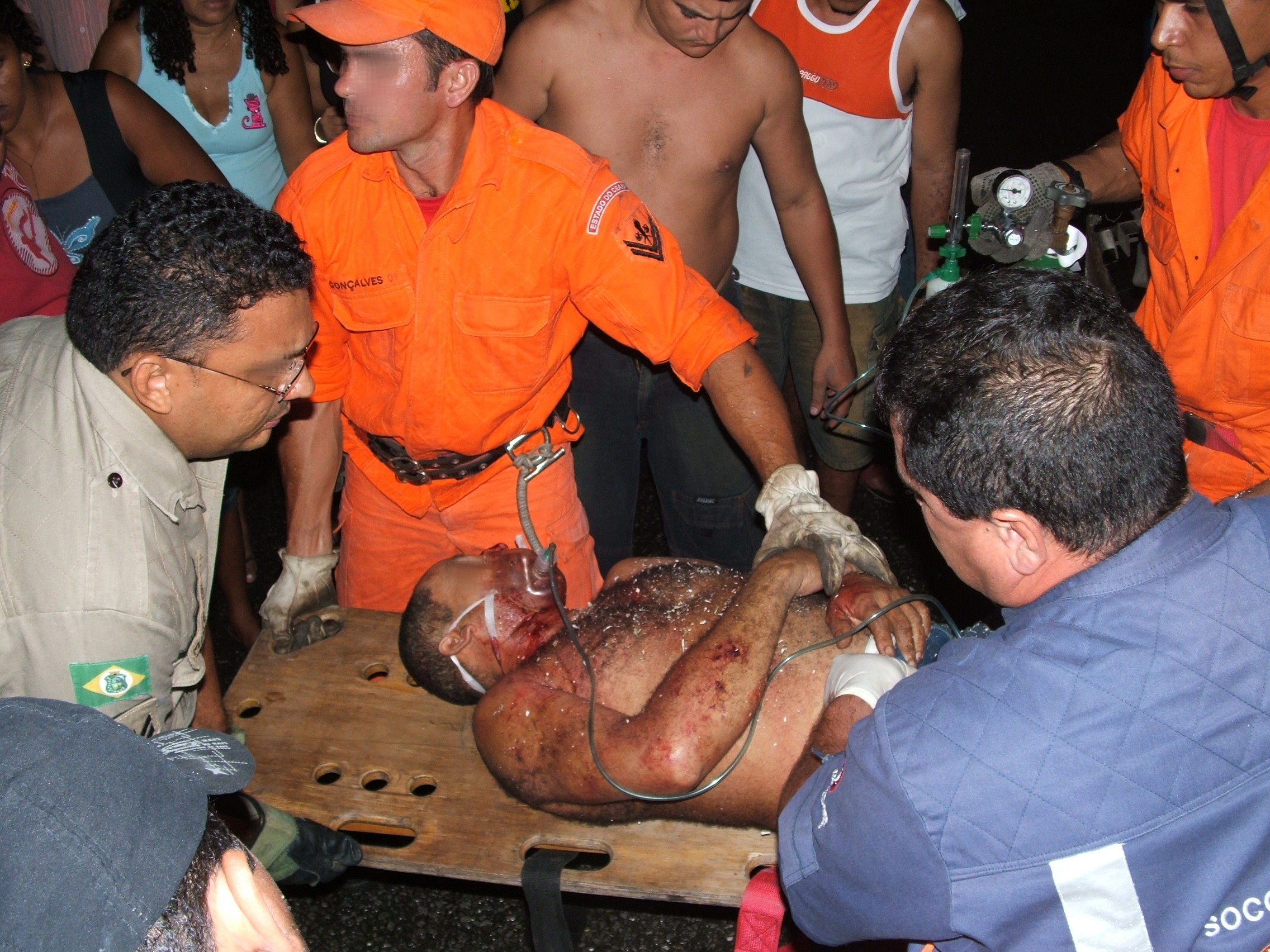
Iniciando transporte da vítima.
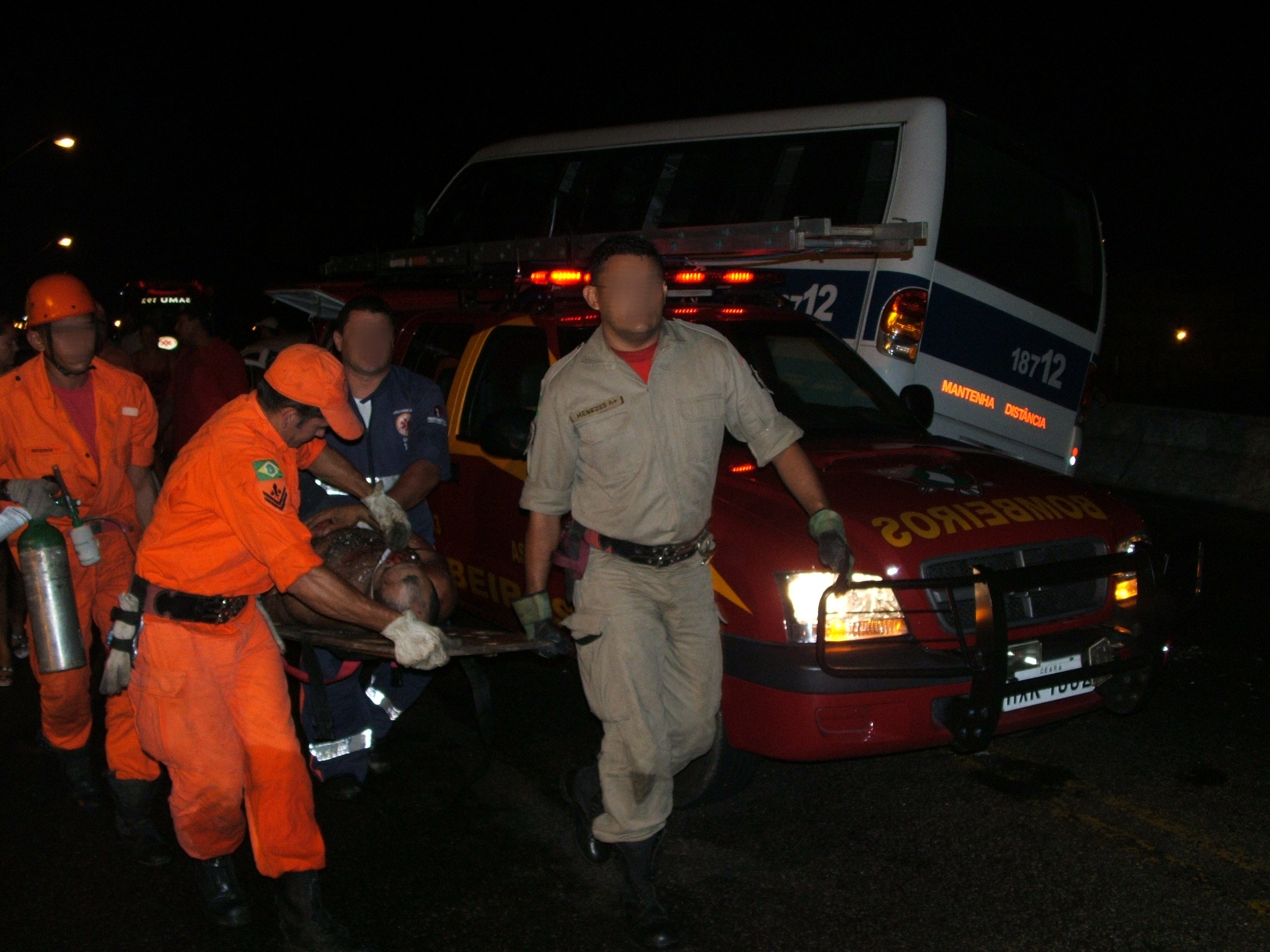
Levando a vítima para a unidade de terapia intensiva móvel.